# おくつタクシー
株式会社おくつタクシー（おくつタクシー）は、宮崎県都城市に本社を置くタクシー事業者である。

## 本社など
- 宮崎県都城市上川東1-1-2（本社・整備工場・訪問介護事業部）
- 宮崎県都城市高崎町大牟田1247-6

## 沿革
- 2000年1月10日 - 乗合タクシー運行開始。[1]

## 乗合タクシー
旧高崎町内にて、以下の乗合タクシー路線を運行している。

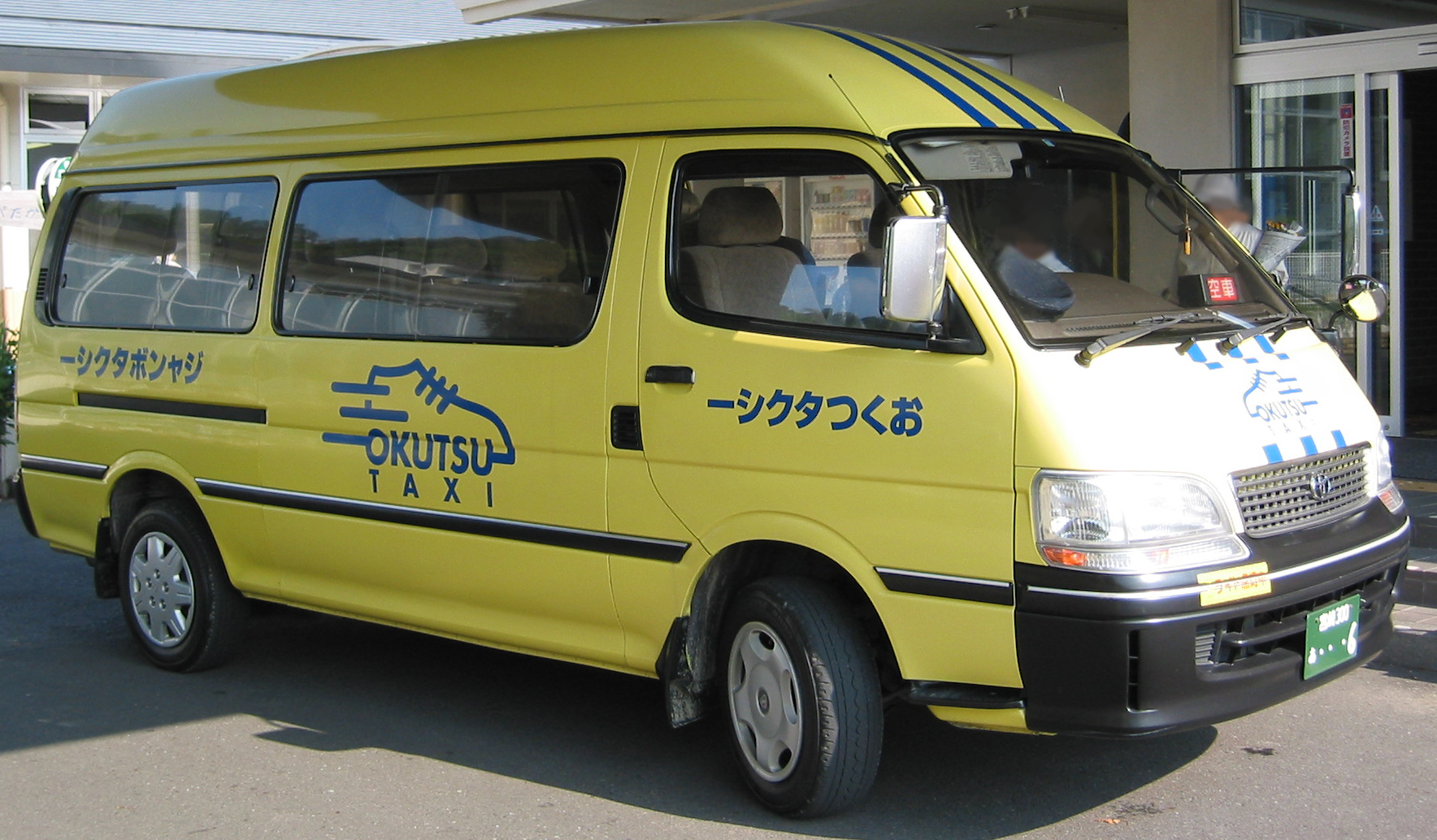
乗合タクシーの車両

- 高崎温泉センター - 竹元